# 吉野信子
吉野信子（よしの のぶこ、1952年6月28日- ）は、日本のカタカムナ言霊伝道士・カタカムナ学校校長・カタカムナ松下村塾塾長・カタカムナ思念表著作者。大阪府高槻市出身。 

## 人物
日本航空国際線客室乗務員を経て結婚し、シドニー在住時にオーストラリアの通訳翻訳業国家試験（NAATI）に合格し、通訳・翻訳に従事。偶然出逢ったカタカムナの研究に打ち込む。2003年より日本女子ゴールボールチームを通訳兼スタッフとしてサポート
2010年頃から、カタカムナの研究を始める。2012年のロンドンパラリンピック大会ではカタカムナの思念を用いた言霊の力で日本女子ゴールボールチームを念願の金メダル獲得へと導き、言霊の力を確信。2018年4月、カタカムナ学校校長・カタカムナ言霊伝道士としてカタカムナ講師養成講座を大阪に創設。高槻市などで2年間、講師養成講座を行い、2020年5月の3期からはオンライン授業に切り替えたことにより、海外在住者も参加できるようになり世界各地に学習者が広まっている。
言葉（日本語以外も含む）を創っている音に共通する振動の意味を、「言霊、数霊、形霊」の3つの方法で読み解く方法を体系化。

## 講演会
| 2022年3月26日  | 福岡県 久留米市   |
| 2022年4月９日  | 大阪府 高槻市     |
| 2022年4月24日  | 兵庫県 西宮市     |
| 2022年5月３日  | 香川県 高松市     |
| 2022年5月15日  | 埼玉県 さいたま市 |
| 2022年7月３日  | 東京 品川         |
| 2022年10月21日 | 青森県 八戸市     |
| 2022年11月6日  | 鹿児島県 鹿児島市 |
| 2022年11月10日 | 福岡県 飯塚市     |
| 2023年3月21日  | 京都府 福知山市   |
| 2023年4月1日   | 鹿児島県 屋久島   |

| 2022年9月11日           | 岐阜県 養老郡                            |
| 2023年3月18日           | 東京 ヒカルランド                        |
| 2023年5月28日〜10月29日 | 東京（ヒカルランドにて半年講座スタート） |
| 2023年6月28日           | 沖縄県 EMホテル                          |
| 2023年7月8日            | 福岡県 福岡市                            |
| 2023年9月23日           | 茨城県 つくばみらい市                    |
| 2023年10月14日          | 大阪 高槻市                              |
| 2023年11月19日          | 佐賀県 佐賀市 あわの家                   |
| 2023年12月3日           | 兵庫県 宍粟市 レイビレッジ               |
| 2024年2月12日           | 埼玉県 さいたま市                        |

## 著書
- 『カタカムナ言霊の超法則』（2015年　徳間書店）[6]
- 『カタカムナ数霊の超叡智』（2017年　徳間書店） [7]
- 『カタカムナでめぐる聖地巡礼』（2018年　徳間書店）[8]
- 『カタカムナの時代が到来しました』（2019年　徳間書店）[9]
- 『神聖幾何学とカタカムナ』（2020年　徳間書店）[10]
- 『ホツマツタヱとカタカムナで語り尽くす』（2020年　明窓出版）[11]
- 『カタカムナ形霊の超空間』（2022年　徳間書店）[12]
- 『言霊、数霊、形霊！【全ての扉を開ける鍵】カタカムナ』（2023年　ヒカルランド）[13]